# گولوباتس، میونیتسا
گولوباتس (به صربی: Golubac) یک روستا در صربستان است که در Mionica واقع شده‌است.